# プロセスシミュレーション

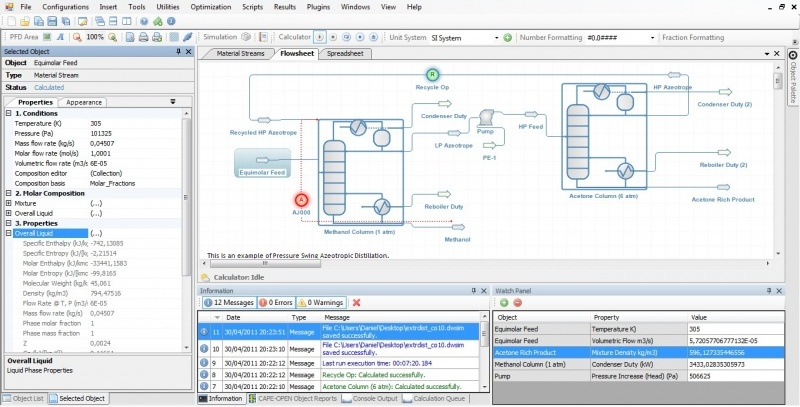
プロセスシミュレーションソフトウェア（DWSIM）のスクリーンショット

プロセスシミュレーションは、化学プロセス、環境システム、発電所、バイオプロセスなどのシミュレーションであり、これらのプロセスの開発、設計、分析、最適化などに利用される。プロセスシミュレーションに使用するソフトウェアをプロセスシミュレータと呼ぶ。

## 基本原理
プロセスシミュレータでは、単位操作をストリームで結合したフローダイアグラムによってプロセスを表現する。物質収支とエネルギー収支が成立する数値解を求めることによって、指定したパラメータにおける定常運転状態を求める。
例えば蒸留塔のシミュレーションでは、供給ストリームの化学組成、流量、圧力、温度などの条件を与える。また、物性や気液平衡のモデルを選択し、蒸留塔については運転圧力や理論段数などを設定する。製品の組成などの条件を指定し、それを満たすようにリボイラーと塔頂コンデンサーの熱負荷を求めるのが典型的なシミュレーション計算である。シミュレーション結果から、各ストリームの化学組成や物理的性状が求められる。

## 定常状態シミュレーションとダイナミックシミュレーション
プロセスシミュレーションは定常状態のプロセスを計算するものとして発展してきた。定常状態モデルは、時間に依存しない定常状態の質量収支とエネルギー収支を求める。
プロセスの時間依存の挙動を計算するダイナミックシミュレーションは、定常状態シミュレーションの拡張であり、系内の物質とエネルギーの時間的変動をモデルに組み込む。ダイナミックシミュレーションによって、プラントの起動停止やプロセス条件の時間的変化を表現できる。